# Renault Clio Cup

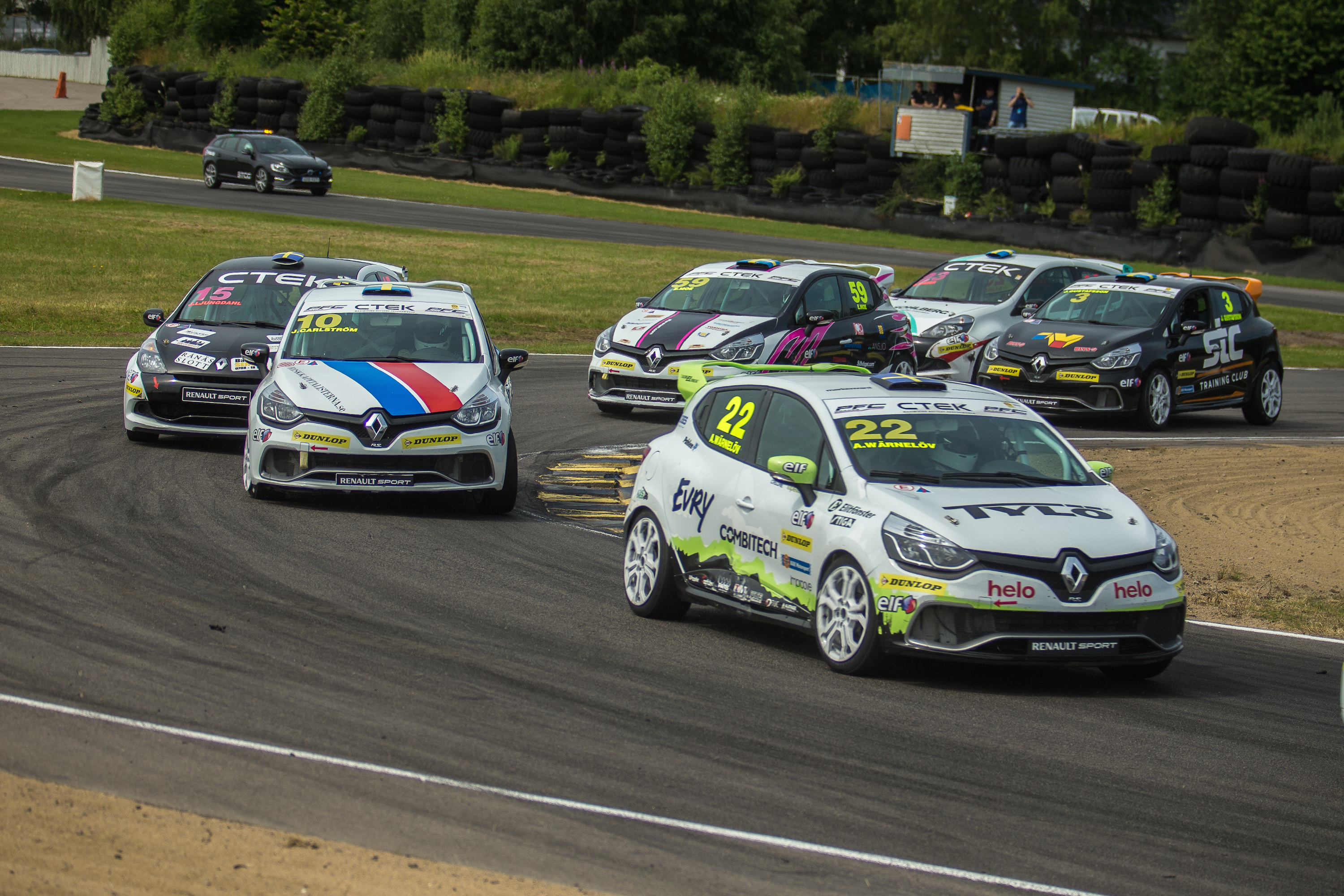
Första varvet av Renault Clio Cup JTCC på Falkenbergs Motorbana 2015.

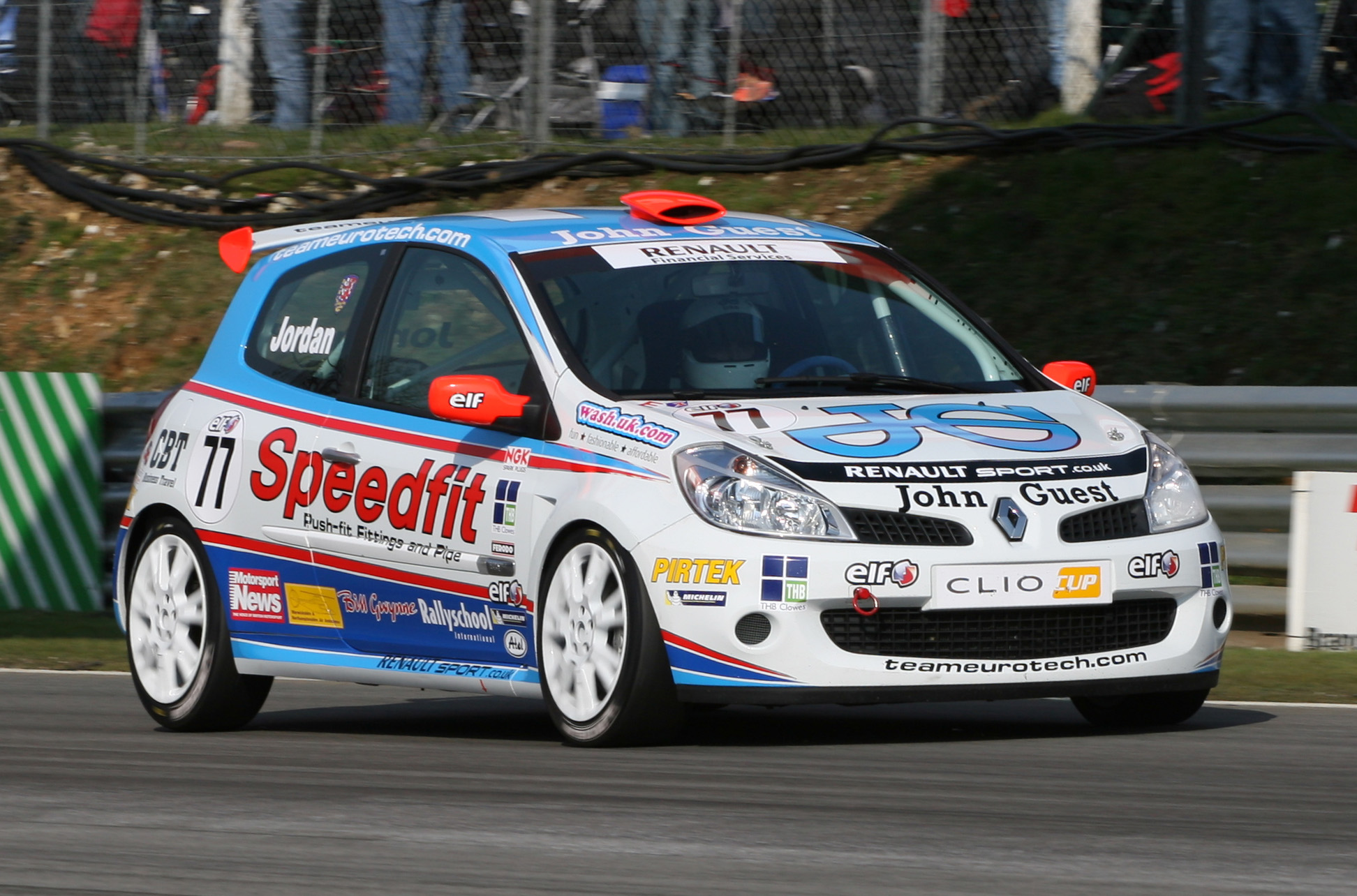
Andrew Jordan i Renault Clio Cup Great Britain 2007.

Renault Clio Cup är en tävlingsenhetsklass för Renault Clio-bilar som arrangeras av Renault Sport. Det första Renault-mästerskapet startades år 1966 i Frankrike, då man tävlade med Renault 8. Klassen har sedan varierat med olika Renaultmodeller och mästerskap har startats även i andra länder. Det var först år 1991 som modellen Clio började användas. Totalt finns fjorton nationella mästerskap, samt en internationell.

## Mästerskap
- Renault Clio Cup Elf France
- Renault Clio Cup UK
- Renault Clio Cup Belux
- Copa Renault Clio España
- Renault Sport Clio International Cup
- Clio Cup China
- Renault Sport Clio Cup Belgium
- Copa Renault Clio Brasil
- Clio Cup México
- Renault DTC Light Cup
- LO Renault New Clio Cup Suisse
- Copa Mégane Argentina
- Renault Clio Cup Netherlands
- Renault Sport Clio Cup Slovenia
- Renault Clio Cup JTCC